# Екатериновка (Тюлячинский район)
Екатериновка — деревня в Тюлячинском районе Татарстана. Входит в состав Тюлячинского сельского поселения.

## География
Находится в северо-западной части Татарстана на расстоянии приблизительно 4 км на северо-восток по прямой от районного центра села Тюлячи у речки Малая Мёша.

## История
Основана в начале XIX века, упоминалась также как Средние Ачи.

## Население
Постоянных жителей было: в 1859 — 83, в 1897—148, в 1908—145, в 1920—143, в 1926—368, в 1938—164, в 1949—119, в 1958 — 98, в 1970—107, в 1979 — 98, в 1989 — 75, 76 в 2002 году (русские 92 %), 59 в 2010.